# Jenseits der Mauer des Schlafes

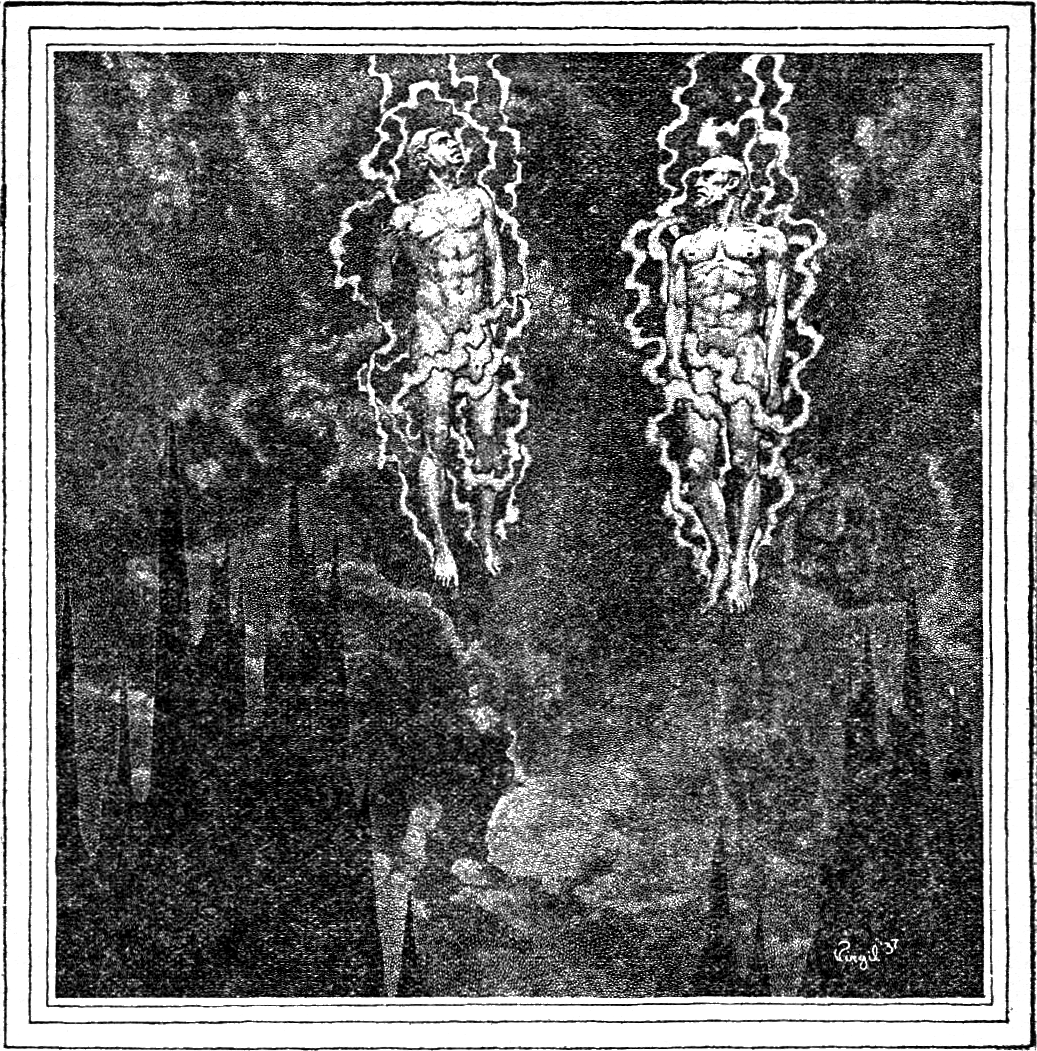
Beyond the Wall of Sleep, Illustration in der Zeitschrift Weird Tales, 1938

Jenseits der Mauer des Schlafes (englischer Originaltitel Beyond the Wall of Sleep) ist eine Kurzgeschichte des amerikanischen Schriftstellers H. P. Lovecraft aus dem Jahr 1919.
Es handelt sich um eine der ersten veröffentlichten Kurzgeschichten des später für seine Horrorgeschichten bekannten Lovecraft, zugleich wird sie als seine früheste Science-Fiction-Geschichte betrachtet. Sie handelt von einem augenscheinlich verrückten Mann aus den Catskill Mountains, der nach einem Mord in eine Nervenheilanstalt eingeliefert wird. Der Erzähler, ein Assistenzarzt der Anstalt, versucht, der Ursache der Verrücktheit auf den Grund zu kommen. Während der Mann schläft, tritt der Arzt deshalb mit einem kosmischen Wesen in Kontakt, das im Körper des Patienten gefangen ist und auf Rache an dem Dämonenstern Algol sinnt.

## Inhalt
Jenseits der Mauer des Schlafes handelt von einem Mann namens Slater (bzw. Slaader) aus den Catskill Mountains, der nach einem Anfall und einem brutalen Mord an einem anderen Menschen im Jahr 1900 in eine psychiatrische Klinik eingeliefert wird. Slater wird als verrückt und gefährlich dargestellt. Er wird zeitweilig von einer unmenschlichen Kraft besessen, plaudert über jenseitige Ebenen und einen Gegner aus den Sternen, an dem er sich zu rächen sucht. Während einer dieser Episoden, bei denen das fremde Wesen die Kontrolle über ihn übernimmt, tötet Slater einen Nachbarn und wird nach der Verhaftung in die Klinik eingeliefert. Bei der Einlieferung wirkt er ruhig, dümmlich und teilnahmslos; wenige Tage später bekommt er einen Tobsuchtsanfall und muss beruhigt werden. Während seiner Raserei „plapperte er in seinem Hinterwäldlerdialekt von großen Gebäuden aus Licht, Ozeanen voller Sterne, seltsamer Musik und schattigen Bergen und Tälern.“ Zusätzlich beschrieb er ein „geheimnisvoll strahlendes Wesen […], das zitterte und lachte und ihn verhöhnte.“ Er wolle „durch Abgründe der Leere emporschweben und jedes Hindernis niederbrennen, das sich ihm in den Weg stellte“, um das Wesen zu töten.
Die Geschichte ist aus der Ich-Perspektive eines Assistenzarztes der Klinik geschrieben, der hinter der offenkundigen Verrücktheit Slaters und dessen Träumen und Phantasien ein tiefer verborgenes Geheimnis vermutet. Der junge Mediziner vertritt die Ansicht, dass Traumgebilde auf messbaren Schwingungen beruhen, und hat deshalb schon vor Längerem Apparate konstruiert, um diese zu messen, seine Versuche jedoch letztlich aufgegeben. Aufgrund des aktuellen Falles reaktiviert er eines seiner „kosmischen Radios“, um sich Zugang zu Slaters Geist zu verschaffen. Nach mehreren Versuchen gelingt es ihm, telepathisch mit dem Wesen in Slater zu kommunizieren. So erfährt er, dass Slater von einem überirdischen und zeitlosen Wesen übernommen wurde und dieses in ihm gefangen war. Während der Kommunikation stirbt Slater, und das Wesen in ihm kann aus dem Körper ausbrechen:

„‚Joe Slater is dead,‘ came the soul-petrifying voice or agency from beyond the wall of sleep. […] ‚He is better dead, for he was unfit to bear the active intellect of cosmic entity. His gross body could not undergo the needed adjustments between ethereal life and planet life. He was too much of an animal, too little a man; yet it is through his deficiency that you have come to discover me, for the cosmic and planet souls rightly should never meet. He has been my torment and diurnal prison for forty-two of your terrestrial years.‘“

„‚Joe Slater ist tot,‘ so lautete die Nachricht der seelenversteinernden Stimme oder des Senders von Jenseits der Mauer des Schlafes. […] ‚Der Tod ist besser für ihn, denn er konnte den wachen Geist einer kosmischen Wesenheit nicht ertragen. Sein grobschlächtiger Körper konnte die notwendigen Anpassungen zwischen Ätherleben und Erdenleben nicht vollziehen. Er war zu sehr Tier, zu wenig Mensch; doch du hast mich aufgrund seiner Mängel entdeckt, denn kosmische und erdgebundene Seelen sollten sich eigentlich nie begegnen. Er war seit zweiundvierzig deiner Erdenjahre meine Folter und mein tägliches Gefängnis.‘“

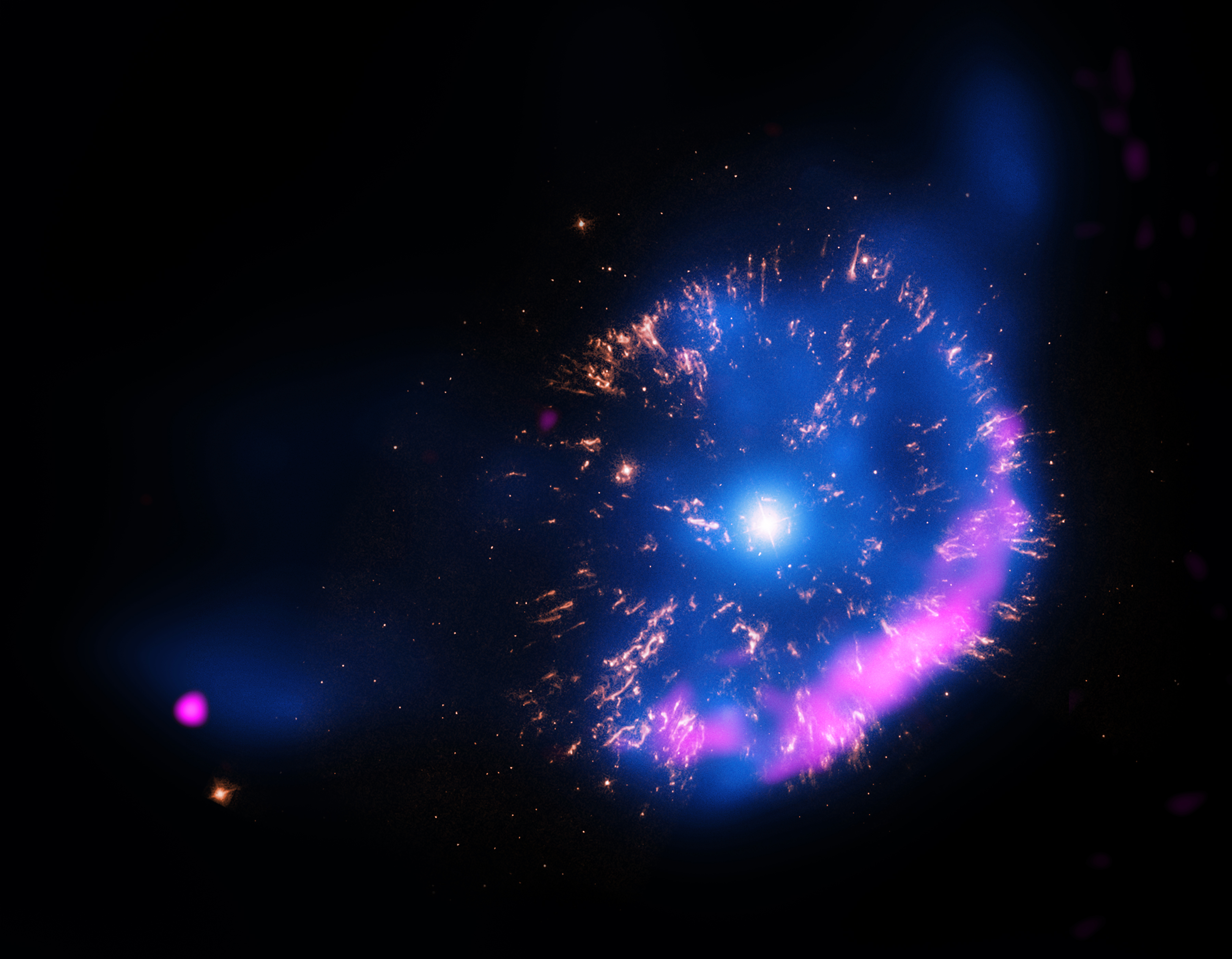
Überreste der Nova GK Persei von 1901, erstellt 2015 aus der Überlagerung von Aufnahmen im Röntgenbereich (blau), im sichtbaren Bereich (gelb) und im Radiowellen-Bereich (rosa). Die Aufnahmen stammen von den Weltraumteleskopen Chandra und Hubble und vom Very Large Array.

Das Wesen teilt ihm mit, dass es auf Rache an dem Stern Algol sinnt und diese erst nach dem Tod Slaters vollführen kann:

„‚Of the oppressor I cannot speak. You on earth have unwittingly felt its distant presence — you who without knowing idly gave to its blinking beacon the name of Algol, the Daemon-Star. It is to meet and conquer the oppressor that I have vainly striven for aeons, held back by bodily encumbrances. Tonight I go as a Nemesis bearing just and blazingly cataclysmic vengeance. Watch me in the sky close by the Daemon-Star.‘“

„‚Von dem Tyrannen kann ich nicht sprechen. Du hast auf Erden unwissentlich seine ferne Präsenz gespürt – hast seinem blinkenden Leuchtfeuer den Namen Algol, der Dämonenstern gegeben. Seit Äonen versuche ich vergeblich, den Tyrannen zu treffen und zu besiegen, wurde aber durch die Last dieses Körpers zurückgehalten. Heute nacht gehe ich als Nemesis, um gerechte und strahlende kataklysmische Vergeltung zu üben. Suche mich am Himmel nahe dem Dämonenstern.‘“

Die Geschichte endet offen mit einem Zitat aus dem Werk von Garrett P. Serviss, dass Astronomen das Entstehen eines neuen Sterns, der Nova Persei am 22. Februar 1901, in der Nähe von Algol beobachtet haben:

„On February 22, 1901, a marvellous new star was discovered by Dr. Anderson, of Edinburgh, not very far from Algol. No star had been visible at that point before. Within twenty-four hours the stranger had become so bright that it outshone Capella. In a week or two it had visibly faded, and in the course of a few months it was hardly discernible with the naked eye.“

„Am 22. Februar 1901 wurde von Dr. Anderson aus Edinburgh nicht sonderlich weit entfernt von Algol ein fantastischer  neuer Stern entdeckt. An dieser Stelle hatte man nie zuvor einen Stern gesichtet. Binnen 24 Stunden war der Fremdling so hell geworden, dass er Capella überstrahlte. Nach ein oder zwei Wochen war er sichtlich verblasst, und nach einigen Monaten konnte man ihn mit bloßem Auge kaum noch erkennen.“

## Entstehung und Veröffentlichungen
Nach Angaben von Sunand T. Joshi und David E. Schultz wurde die Geschichte vor allem durch einen Artikel der New York Tribune vom 27. April 1919 mit dem Titel How Our State Police Have Spurred Their Way to Fame inspiriert, in dem eine Familie als „Die Slaters“ bezeichnet und als Beispiel für das dekadente Elend der Bergbewohner beschrieben wurde. Lovecraft kombinierte die Geschichte mit Eindrücken, die er aus dem astronomischen Werk Astronomy with the Naked Eye von Garrett P. Serviss gewonnen hatte, das zu seiner Bibliothek gehörte und das Datum erklärt. Serviss beschrieb darin unter anderen die Nova Persei von 1901, die auch am Ende der Geschichte erwähnt wird. Die Nova war ein wichtiges astronomisches Ereignis, da vergleichbare Erscheinungen wie die Supernovae von 1054 und 1572 sehr lange zurücklagen, und erschien kurz vor dem Beginn von Lovecrafts Interesse für das Fach.

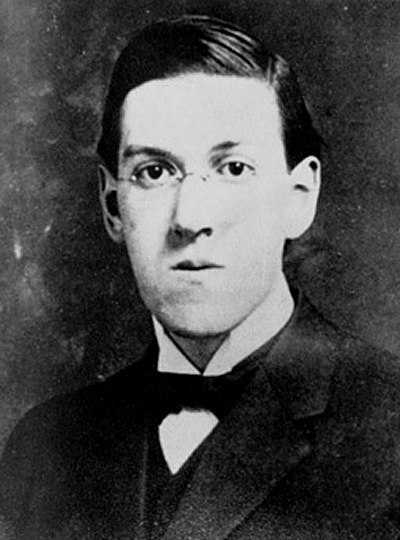
H. P. Lovecraft, Fotografie aus dem Jahre 1915

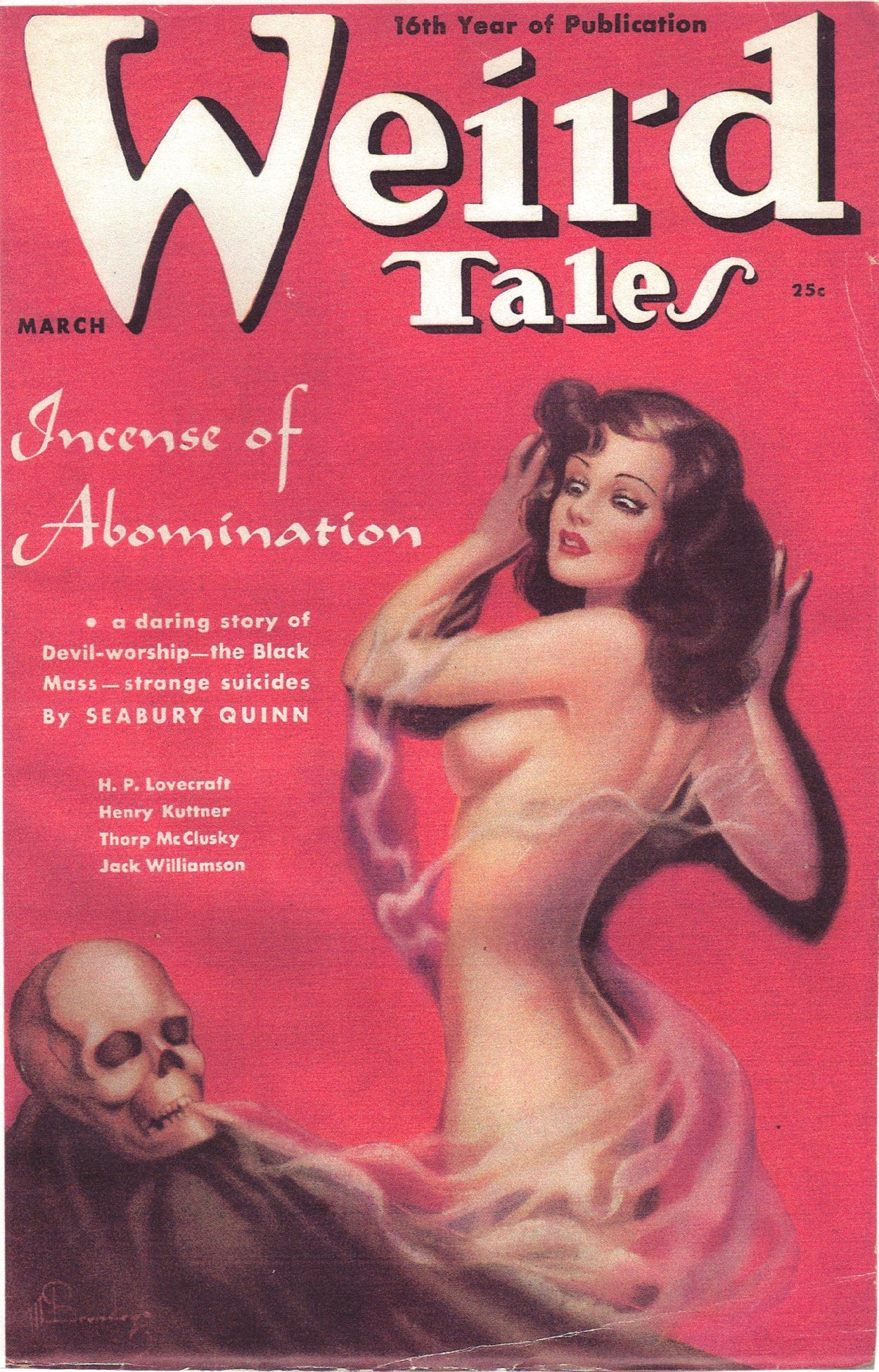
Titelblatt der Weird Tales vom März 1938, in der Beyond the Wall of Sleep erschien.

Die Kurzgeschichte Beyond the Wall of Sleep erschien zum ersten Mal als Beitrag in der von John Clinton Pryor herausgegebenen Amateur-Zeitschrift Pine Cones, Ausgabe 6, im Oktober 1919. Im Oktober 1934 wurde sie in Fantasy Fan veröffentlicht und im März 1938 erschien sie erneut in Weird Tales. In der Fassung im Fantasy Fan von 1934 wurde ein Einschub „Freud to the contrary with his puerile symbolism“ („Freuds kindischem Symbolismus zum Trotz“) ergänzt, der sich auf die sexuelle Deutung vieler Träume durch Sigmund Freud bezieht. Dieser wurde auch in der Weird Tales und in späteren Ausgaben übernommen, obwohl er im Original nicht vorhanden war.
In den meisten Versionen wird das Werk durch eine Zeile aus Ein Sommernachtstraum von William Shakespeare eingeleitet:

„I have an exposition of sleep come upon me“

„Es kommt mir eine Exposition zum Schlaf an.“

In Weird Tales wurde sie eingeleitet mit dem Anreißer:

„What strange, splendid yet terrible experiences came to the poor mountaineer in the hours of sleep?—a story of a supernal being from Algol, the Demon-Star.“

„Welche merkwürdigen, überwältigenden und doch schrecklichen Erfahrungen wurden dem armen Bergbewohner in den Stunden des Schlafs zuteil? – eine Geschichte über ein übernatürliches Wesen von Algol, dem Dämonenstern.“

1943 wurde die Geschichte in dem Sammelband Beyond the Wall of Sleep des Verlages Arkham House aufgenommen, danach erschien sie mehrfach in weiteren Sammelbänden mit Lovecraft-Texten. 2014 wurde die Geschichte in die Sammlung The New Annotated H.P. Lovecraft von Leslie S. Klinger aufgenommen, 2017 erschien sie auch in der ins Deutsche übersetzten Version H.P. Lovecraft – Das Werk in einer neuen Übersetzung von Andreas Fliedner und Alexander Pechmann.

## Interpretation und Rezeption

### Interpretation
Joshi und Schultz stellen heraus, dass es keine inhaltlichen Überschneidungen mit Beyond the Wall von Ambrose Bierce gibt, da es sich bei letzterer um eine konventionelle Geistergeschichte handelt. Ein Einfluss könnte durch die Geschichte Before Adam von Jack London bestanden haben, es gibt jedoch keinen Hinweis darauf, dass Lovecraft diese gelesen hatte. In Londons Geschichte geht es um einen Mann, der Träume von einem Vorfahren aus früheren Zeiten hat, und der sich äußert mit dem Satz „Nor … did any of my human kind ever break through the wall of my sleep“. Laut Joshi und Schultz gibt es weitere Parallelen in den Geschichten. Sie sehen Lovecrafts Geschichte als spiegelbildlich zu Before Adam an.
Für S. T. Joshi präsentiert die Kurzgeschichte einige „wirkungsvolle Ideen“, leidet hingegen an der stellenweise unübersichtlichen Handlungsführung, dem preziösen Stil und dem selbstgefälligen Standesbewusstsein des Autors. Er weist darauf hin, dass Lovecraft die Berglandschaft nicht aus eigener Anschauung kannte und vermutlich durch den Amateurdichter Jonathan E. Hoag auf sie aufmerksam gemacht wurde, der im Bundesstaat New York lebte und den er seit etwa 1916 kannte. Joshi vermutet, dass Lovecraft die ihm unbekannte Region als Schauplatz wählte, um sein gesellschaftliches Überlegenheitsgefühl den degenerierten „Hinterwäldlern“ gegenüber zum Ausdruck bringen zu können. Seltsam ist für ihn auch, dass Lovecraft eine Erklärung für unnötig hielt, warum die Wesenheit ausgerechnet den Körper Slaters wählte. Andererseits schätze er das Werk dafür, dass es Motive späterer Arbeiten vorwegnahm. Anders als Dagon enthalte es „kosmische“ Elemente, indem das Universum den Hintergrund einer Geschichte bilde, die sich zunächst um ein schlichtes Verbrechen drehe. Das Motiv des Traums verbinde sie mit anderen frühen Werken wie Polaris und The Tomb.

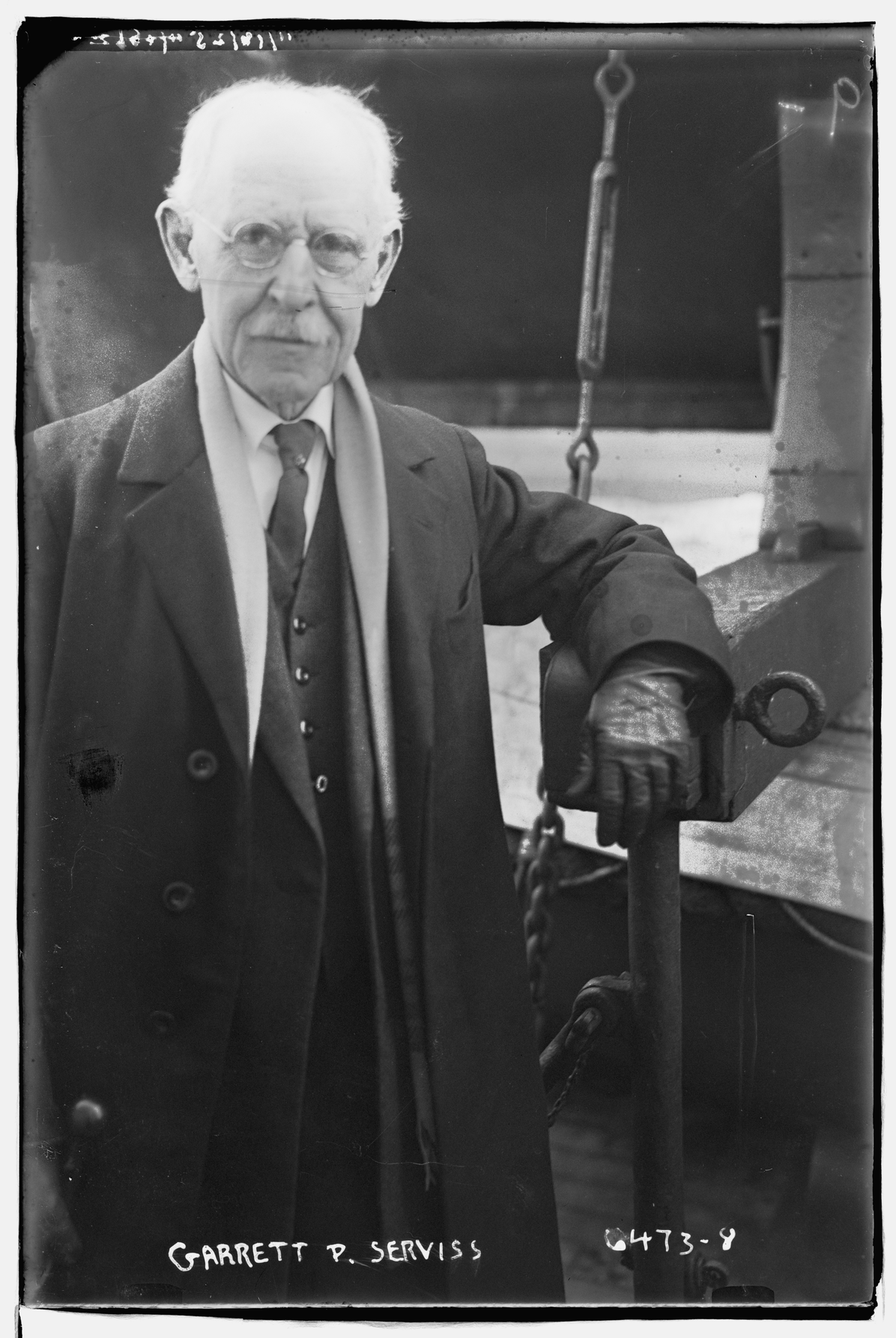
Garrett Putnam Serviss, November 1925; Lovecraft nutzte sein Werk Astronomy with the Naked Eye als Inspiration und zitiert ihn am Ende seiner Geschichte.

Laut Leslie S. Klinger handelt es sich bei der Geschichte um „reine Science-Fiction, geschrieben bevor dieses Genre existierte.“ Den Mittelpunkt bildet die technische Erklärung der Übertragung von Gehirnwellen und die Schilderung eines Ereignisses, das anhand astronomischer Daten nachprüfbar ist. Nach seiner Ansicht „versucht Lovecraft hier zum ersten Mal die Idee der Gedankenübertragung auszuloten, der er später in Der Flüsterer im Dunkeln und Der Schatten aus der Zeit tiefgründiger nachgehen wird.“ Demnach verfolgt er „eine Idee, die die Tür zu Reisen durch Raum und Zeit auf eine Art öffnete, die man sich vorher nicht vorstellen konnte.“
Zudem enthüllt diese Erzählung auch nach Klingers Ansicht „nicht zuletzt Lovecrafts tiefverwurzelte Abneigung gegen Menschen, die keinen makellosen neuenglischen Stammbaum besaßen.“ Dabei bezieht er sich auf die Beschreibung des Joe Slater aus den Catskill Mountains, der in der Geschichte als typischer Bewohner dieses Landstrichs geschrieben wird:

„His name, as given on the records, was Joe Slater, or Slaader, and his appearance was that of the typical denizen of the Catskill Mountain region; one of those strange, repellent scions of a primitive colonial peasant stock whose isolation for nearly three centuries in the hilly fastnesses of a little-travelled countryside has caused them to sink to a kind of barbaric degeneracy, rather than advance with their more fortunately placed brethren of the thickly settled districts. Among these odd folk, who correspond exactly to the decadent element of ‘white trash’ in the South, law and morals are non-existent; and their general mental status is probably below that of any other section of the native American people.“

„Sein aktenkundiger Name war Joe Slater oder Slaader, und sein äußeres Erscheinungsbild entsprach dem eines typischen Bewohners der Catskill Mountains: Er war einer jener eigentümlichen, abstoßenden Sprösslinge eines primitiven kolonialen Bauernvolks, dessen fast drei Jahrhunderte andauernde Isolation in der bergreichen Weite einer selten bereisten Provinz dazu geführt hatte, das es zu einer Art barbarischen Degeneration herabgestiegen ist, anstatt sich gemeinsam mit seinen glücklicheren Brüdern, beheimatet in den dichter besiedelten Gegenden, weiterzuentwickeln. Unter diesen kuriosen Leuten, die dem als „White Trash“ bekannten, verkommenen Bevölkerungsteil der Südstaaten gleichen, gibt es weder Gesetz noch Moral, und ihre durchschnittliche Intelligenz liegt wohl unter jener aller anderen auf amerikanischem Boden geborenen Menschen.“

Generell galten zur Zeit der Entstehung der Geschichte Menschen aus den Catskill Mountains für die Bewohner der Städte als rückständig und ungebildet. Klinger führt für dieses Vorurteil zum einen Artikel aus den Catskill Mountain News auf, der den Fall einer Familie beschreibt, die für das Töten eines Fuchses in ihrem Hühnerstall zu einer Geldstrafe verurteilt wurden, und einen weiteren über die New York State Troopers, in dem die Bewohner der Region ähnlich beschrieben wurden wie von Lovecraft: „Die Catskills und ihre Ausläufer, deren Täler ein Volk beherbergen, das so gesetzlos und verkommen ist wie das der Hochländer im Süden und der Adirondacks, deren Bewohner seit Jahren eine herzliche Abneigung gegen alle von Menschen erlassenen Gesetze hegen.“ In einem Ort namens Polly Hollow, in dem „viele Familien Slater (sprich Slaater) heißen“, könne nach diesem Artikel „keiner der Einwohner lesen oder schreiben“ und sie werden als „verkommen“ beschrieben. Klinger schreibt weiter, dass es diese White-Trash-Bevölkerung nie gegeben habe. Nach seinen Angaben konnten nach einer Volkszählung von 1910 nur 1,6 % der einheimischen weißen Landbevölkerung nicht lesen und der Anteil der Jugendlichen zwischen 15 und 20 Jahren, die eine Schule besuchten, lag mit 41,3 % auf dem Land sogar höher als der Anteil von 34 % in der Stadt.

### Technische und astronomische Inhalte
Lovecraft beschäftigt sich in seiner Geschichte sowohl mit technisch-medizinischen Inhalten zur Elektrophysiologie wie auch mit der Messung und Interpretation von Gehirnwellen während der Traumphase des Patienten. In der Geschichte nutzt der Protagonist ein umgebautes Radiogerät, um Kontakt mit dem Unterbewusstsein des Patienten aufzunehmen und Gehirnwellen zu empfangen. Zu dem Zeitpunkt, in dem die Geschichte angesiedelt wurde (1900 bis 1901) war die elektrische Aktivität des Gehirns noch weitgehend unerforscht, und auch zum Zeitpunkt der Entstehung um 1919 war sie nur teilweise erforscht. Die ersten Beschreibungen elektrischer Veränderungen im Gehirn stammten von dem britischen Physiologen Richard Caton aus dem Jahr 1875. Adolf Beck beschrieb 1890 Oszillationsmuster in der Aktivität von Tiergehirnen. Radiowellen, die der Erzähler mit Gehirnwellen vergleicht, wurden von James Clerk Maxwell 1865 postuliert, jedoch erst 1887 von Heinrich Hertz im Labor nachgewiesen.
Auch bei der Beschreibung astronomischer Inhalte nutzte Lovecraft wissenschaftliche Literatur der Gegenwart und baute diese in seine Erzählung ein. Wie bereits dargestellt, nutzte er das Buch Astronomy with the Naked Eye von Garrett P. Serviss und zitierte dieses auch am Ende der Geschichte. Klinger weist in seiner Kommentierung darauf hin, dass der neue Stern, wenn er 1901 zum ersten Mal gesehen werden konnte, nicht im gleichen Jahr entstanden sein kann. Da Algol 93 Lichtjahre von der Erde entfernt ist, muss ein Stern in dessen Nähe entsprechend 89 Jahre vor seiner Sichtung entstanden sein, in diesem Fall also um 1808. Als Möglichkeit, wie dies doch mit der Geschichte korrelieren könnte, könnten die Gedanken des kosmischen Wesens ebenfalls mit Lichtgeschwindigkeit und durch Raum und Zeit gewandert sein.

### Der Dämonenstern Algol
Der Stern  Algol wurde aufgrund seiner schwankenden Helligkeit nach der arabischen Bezeichnung ‚al-Ghul‘ benannt, übersetzt etwa „Unheilstifter“. Dies ist zugleich die Bezeichnung einer dämonenartigen Kreatur, des Ghuls (arabisch غُول ghūl, DMG ġūl), sowie des ‚Ra’s al Ghul‘ (lateinische Transliteration des arabischen Ra's al-Ghul / رأس الغول / Raʾs al-Ġūl / ‚Kopf des Dämons‘), des „Kopf des Dämonen“ bzw. „Dämonenkopf“. Nach dem Werk Star Names: Their Lore and Meaning (1899) von Richard Hinckley Allen ist ‚Ra’s al Ghul‘ auch die tatsächliche Herkunft des Namens Algol. Er erwähnt, dass der Ghul auch als Figur in den Geschichten von Tausendundeine Nacht als dämonische Figur auftauche. Nach Allen behaupteten Astrologen, „der Stern sei der unheilvollste, stärkste und gefährlichste am Himmel.“
Ghule finden auch später in Horrorgeschichten sowie daraus abgeleiteten Werken wie Pen-&-Paper-Rollenspielen Verwendung, wo sie als leichenfressende Untote auftauchen. In den DC Comics ist Ra’s al Ghul der Anführer einer Geheimorganisation und Gegenspieler Batmans.

## Abgeleitete Werke

### Musikalische Rezeption

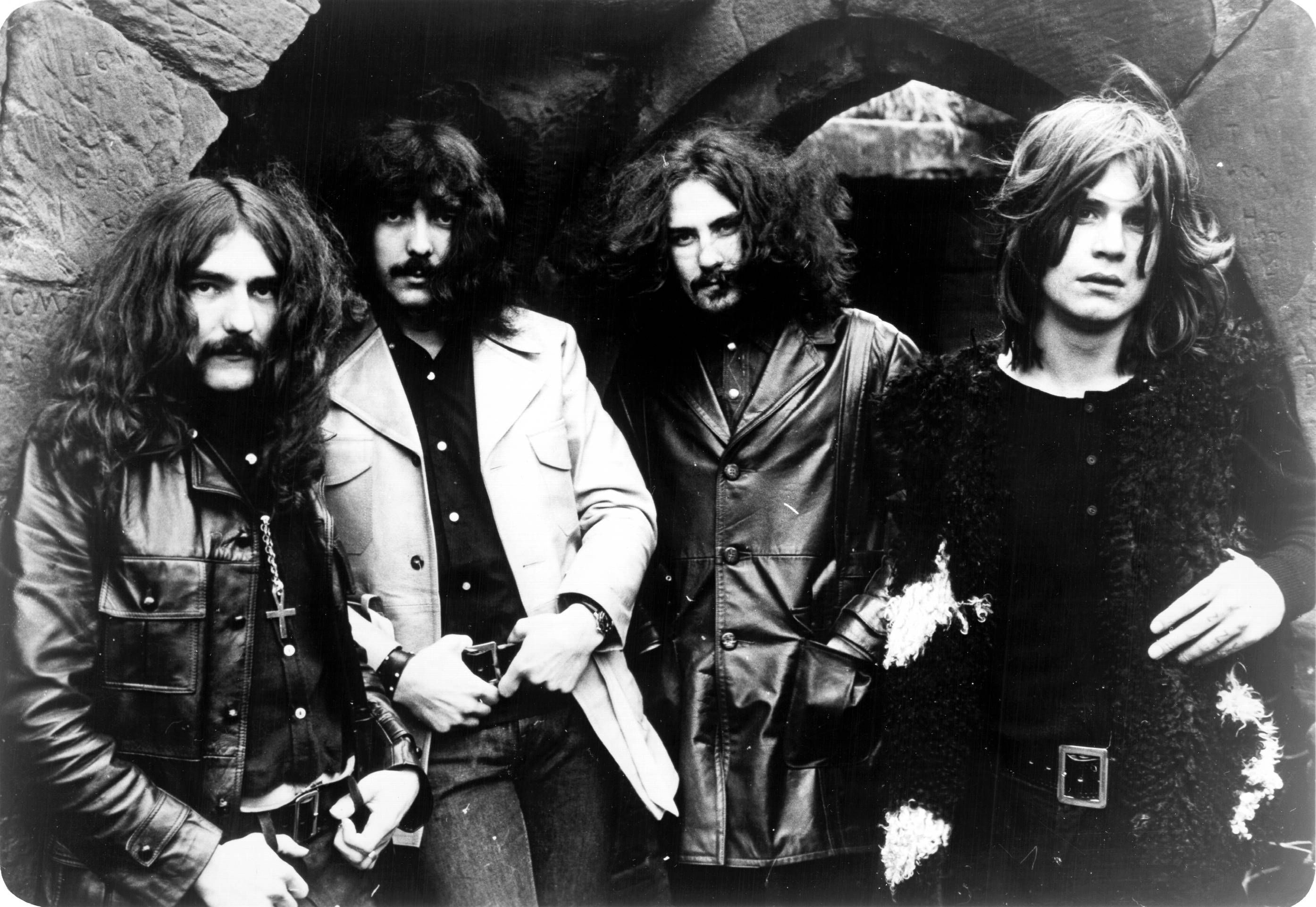
Black Sabbath 1970; Texter Geezer Butler (links) ließ sich für Behind the Wall of Sleep von der Kurzgeschichte inspirieren.

Die englische Band Black Sabbath veröffentlichte 1970 ihr Debütalbum Black Sabbath mit dem Song Behind the Wall of Sleep, der durch die gleichnamige Kurzgeschichte inspiriert wurde. Der Songtext beschreibt das Leben und den Ausbruch des Wesens aus dem toten Körper:

„Now from darkness, there springs light

Wall of sleep is cool and bright

Wall of sleep is lying broken

Sun shines in, you have awoken“

Wahrscheinlich handelte es sich hierbei um den ersten Bezug einer Metalband auf die Werke von H. P. Lovecraft. Songschreiber und Bassist der Band Geezer Butler gab an, dass er sowohl durch die Lovecraft-Geschichte wie auch durch einen persönlichen Traum für den Song inspiriert wurde. Der Song wurde unter anderen von der Death-Metal-Band  Macabre und der Industrial-Metal-Band Static-X gecovert.
Weitere Bands, die sich von der Geschichte zu Songs inspirieren ließen, waren Sentenced, Manticora, The Smithereens und Opeth sowie der Gitarrist Christian Münzner. Die 1994 gegründete Gothic-Rock-Band Beyond the Wall of Sleep benannte sich nach der Geschichte.

### Filmische Umsetzungen
Die Kurzgeschichte wurde 2006 und 2009 verfilmt. 2006 erschien ein gleichnamiger Film von Barrett J. Leigh and Thom Maurer, bei der William Sanderson die Rolle des Patienten Joe Slaader und Fountain Yount die Rolle des jungen Arztes Edward Eischel übernahmen. 2009 erschien zudem ein Kurzfilm von Nathan Fisher auf der Basis der Geschichte.

### Sonstiges
1991 wurde Beyond the Wall of Sleep von dem Schriftsteller Steven Philip Jones zusammen mit dem Zeichner Octavio Cariello als Comic aufgearbeitet, das bei Malibu Graphics veröffentlicht wurde. Im Jahr 2016 druckte Caliber Comics dieses in der Anthologie H. P. Lovecraft's Worlds und einem eigenen Grafikroman nach.

## Belege
1. ↑  Illustration aus Beyond the Wall of Sleep, Weird Tales 31 (3), 1938, S. 331. (Digitalisierte Ausgabe auf Wikimedia Commons).
2. 1 2 3 4 5 6 7 8 9 10 11 12 13  „Jenseits der Mauer des Schlafes.“ In: Leslie S. Klinger: H.P. Lovecraft – Das Werk. Übersetzung von Andreas Fliedner und Alexander Pechmann, Originaltitel The New Annotated H.P. Lovecraft. Fischer Tor, Frankfurt am Main 2017, ISBN 978-3-596-03708-7, S. 86–96.
3. 1 2 3 4 5 6  Beyond the Wall of Sleep, Volltext auf wikisource.org aus Weird Tales 31 (3), 1938; S. 331 (Digitalisierte Ausgabe auf Wikimedia Commons).
4. 1 2 3  Beyond the Wall of Sleep. In: S. T. Joshi, David E. Schultz: An H. P. Lovecraft Encyclopedia. Greenwood Publishing Group, 2001, S. 19.
5. ↑  So Sunand T. Joshi: H. P. Lovecraft - Leben und Werk. Band 1. Deutsch von Andreas Fliedner, Golkonda-Verlag, München 2017, S. 332.
6. ↑  Sunand T. Joshi: H. P. Lovecraft - Leben und Werk. Band 1. Deutsch von Andreas Fliedner, Golkonda-Verlag, München 2017, S. 332.
7. ↑  Sunand T. Joshi: H. P. Lovecraft - Leben und Werk. Band 1. Deutsch von Andreas Fliedner, Golkonda-Verlag, München 2017, S. 333.
8. 1 2  „Jenseits der Mauer des Schlafes.“ In: Leslie S. Klinger: H.P. Lovecraft – Das Werk. Übersetzung von Andreas Fliedner und Alexander Pechmann, Originaltitel The New Annotated H.P. Lovecraft. Fischer Tor, Frankfurt am Main 2017, Anmerkung 3, S. 87.
9. ↑  „Jenseits der Mauer des Schlafes.“ In: Leslie S. Klinger: H.P. Lovecraft – Das Werk. Übersetzung von Andreas Fliedner und Alexander Pechmann, Originaltitel The New Annotated H.P. Lovecraft. Fischer Tor, Frankfurt am Main 2017, Anmerkung 6, S. 92–93.
10. ↑  „Jenseits der Mauer des Schlafes.“ In: Leslie S. Klinger: H.P. Lovecraft – Das Werk. Übersetzung von Andreas Fliedner und Alexander Pechmann, Originaltitel The New Annotated H.P. Lovecraft. Fischer Tor, Frankfurt am Main 2017, Anmerkung 13, S. 96.
11. 1 2  „Jenseits der Mauer des Schlafes.“ In: Leslie S. Klinger: H.P. Lovecraft – Das Werk. Übersetzung von Andreas Fliedner und Alexander Pechmann, Originaltitel The New Annotated H.P. Lovecraft. Fischer Tor, Frankfurt am Main 2017, Anmerkung 13, S. 95.
12. ↑  Songtext für Beyond the Wall of Sleep. von Black Sabbath, abgerufen am 24. November 2018.
13. ↑  Joseph Norman: “Sounds Which Filled Me with an Indefinable Dread”: The Cthulhu Mythopoeia of H. P. Lovecraft in “Extreme” Metal. In: David Simmons (Hrsg.)New Critical Essays on H.P. Lovecraft. Palgrave Macmillan, New York 2013, S. 193–208 (doi:10.1057/9781137320964_11).
14. ↑  Beyond the Wall of Sleep (2006) bei IMDb; abgerufen am 27. Februar 2019.
15. ↑  Beyond the Wall of Sleep (2009) bei IMDb; abgerufen am 27. Februar 2019.
16. ↑  Worlds of H. P. Lovecraft. Interview von Caliber Comics mit Steven Philip Jones, 20. Januar 2016, abgerufen am 27. Februar 2019.